# Belgiens 1. division A
Belgiske 1. Division A (også kendt som: Pro League eller Jupiler Pro League (efter en sponsoraftale med bryggeriet Jupiler)) er navnet på den bedste fodboldrække i Belgien, hvor i klubberne årligt spiller om det belgiske mesterskab. Turneringen arrangeres af Belgiens fodboldforbund og har været afholdt siden år 1895. Efter sæsonen 2015-16 blev ligaen omdøbt til 1. Division A. Det mest succesfulde hold er RSC Anderlecht, der har vundet turneringen hele 30 gange.

## Deltagende hold
Nedenstående hold deltager i Jupiler Pro League i sæsonen 2010-11:
| #  | Klub                        | By           | Stadion                        | Kapacitet |
| -- | --------------------------- | ------------ | ------------------------------ | --------- |
| 1  | KAA Gent                    | Gent         | Ghelamco Arena                 | 20.000    |
| 2  | RSC Anderlecht              | Bruxelles    | Constant Vanden Stockstadion   | 26.361    |
| 3  | Cercle Brugge               | Brugge       | Jan Breydelstadion             | 29.042    |
| 4  | Royal Charleroi             | Charleroi    | Stade du Pays de Charleroi     | 24.891    |
| 5  | Club Brugge                 | Brugge       | Jan Breydelstadion             | 29.042    |
| 6  | KAS Eupen                   | Eupen        | Kehrwegstadion                 | 8.400     |
| 7  | Germinal Beerschot          | Antwerpen    | Olympiske Stadion              | 13.500    |
| 8  | KV Kortrijk                 | Kortrijk     | Guldensporenstadion            | 9.399     |
| 9  | KV Mechelen                 | Mechelen     | Argosstadion Achter de Kazerne | 14.145    |
| 10 | Lierse SK                   | Lier         | Herman Vanderpoortenstadion    | 15.500    |
| 11 | KSC Lokeren Oost-Vlaanderen | Lokeren      | Daknamstadion                  | 9.560     |
| 12 | KRC Genk                    | Genk         | Cristal Arena                  | 24.956    |
| 13 | Standard Liège              | Liège        | Stade Maurice Dufrasne         | 30.023    |
| 14 | Sint-Truidense VV           | Sint-Truiden | Stayen                         | 11.337    |
| 15 | KVC Westerlo                | Westerlo     | 't Kuipje                      | 7.982     |
| 16 | SV Zulte Waregem            | Waregem      | Regenboogstadion               | 8.500     |

## Historie
Nedenstående er en liste over samtlige vindere af den belgiske liga gennem tiden:
| - 1896: FC Liège - 1897: Racing Club Bruxelles - 1898: FC Liège - 1899: FC Liège - 1900: Racing Club Bruxelles - 1901: Racing Club Bruxelles - 1902: Racing Club Bruxelles - 1903: Racing Club Bruxelles - 1904: Union Sint-Gillis - 1905: Union Sint-Gillis - 1906: Union Sint-Gillis - 1907: Union Sint-Gillis - 1908: Racing Club Bruxelles - 1909: Union Sint-Gillis - 1910: Union Sint-Gillis - 1911: Cercle Brugge - 1912: Daring Club de Bruxelles - 1913: Union Sint-Gillis - 1914: Daring Club Brussel - 1915: Ikke afholdt - 1916: Ikke afholdt - 1917: Ikke afholdt - 1918: Ikke afholdt - 1919: Ikke afholdt - 1920: Club Brugge - 1921: Daring Club Bruxelles - 1922: Beerschot VAC - 1923: Union Sint-Gillis - 1924: Beerschot VAC - 1925: Beerschot VAC | - 1926: Beerschot VAC - 1927: Cercle Brugge - 1928: Beerschot VAC - 1929: Royal Antwerp FC - 1930: Cercle Brugge - 1931: Royal Antwerp FC - 1932: Lierse SK - 1933: Union Sint-Gillis - 1934: Union Sint-Gillis - 1935: Union Sint-Gillis - 1936: Daring Club Bruxelles - 1937: Daring Club Bruxelles - 1938: Beerschot VAC - 1939: Beerschot VAC - 1940: Ikke afholdt - 1941: Uofficielt mesterskab - Lierse SK - 1942: Lierse SK - 1943: KV Mechelen - 1944: Royal Antwerp FC - 1945: Ikke afholdt - 1946: KV Mechelen - 1947: RSC Anderlecht - 1948: KV Mechelen - 1949: RSC Anderlecht - 1950: RSC Anderlecht - 1951: RSC Anderlecht - 1952: FC Liège - 1953: FC Liège - 1954: RSC Anderlecht - 1955: RSC Anderlecht - 1956: RSC Anderlecht | - 1957: Royal Antwerp FC - 1958: Standard Liège - 1959: RSC Anderlecht - 1960: Lierse SK - 1961: Standard Liège - 1962: RSC Anderlecht - 1963: Standard Liège - 1964: RSC Anderlecht - 1965: RSC Anderlecht - 1966: RSC Anderlecht - 1967: RSC Anderlecht - 1968: RSC Anderlecht - 1969: Standard Liège - 1970: Standard Liège - 1971: Standard Liège - 1972: RSC Anderlecht - 1973: Club Brugge - 1974: RSC Anderlecht - 1975: RWD Molenbeek - 1976: Club Brugge - 1977: Club Brugge - 1978: Club Brugge - 1979: SK Beveren - 1980: Club Brugge - 1981: RSC Anderlecht - 1982: Standard Liège - 1983: Standard Liège - 1984: SK Beveren - 1985: RSC Anderlecht - 1986: RSC Anderlecht - 1987: RSC Anderlecht |  | - 1988: Club Brugge - 1989: KV Mechelen - 1990: Club Brugge - 1991: RSC Anderlecht - 1992: Club Brugge - 1993: RSC Anderlecht - 1994: RSC Anderlecht - 1995: RSC Anderlecht - 1996: Club Brugge - 1997: Lierse SK - 1998: Club Brugge - 1999: KRC Genk - 2000: RSC Anderlecht - 2001: RSC Anderlecht - 2002: KRC Genk - 2003: Club Brugge - 2004: RSC Anderlecht - 2005: Club Brugge - 2006: RSC Anderlecht - 2007: RSC Anderlecht - 2008: Standard Liège - 2009: Standard Liège - 2010: RSC Anderlecht - 2011: KRC Genk - 2012: RSC Anderlecht - 2013: RSC Anderlecht - 2014: RSC Anderlecht - 2015: KAA Gent - 2016: Club Brugge KV - 2017: RSC Anderlecht - 2018: KRC Genk - 2019: KRC Genk - 2020: Club Brugge - 2021: Club Brugge - 2022: Club Brugge - 2023: Royal Antwerp FC |